# Mamadapur (Kk), Chikodi
Mamadapur (Kk) là một làng thuộc tehsil Chikodi, huyện Belgaum, bang Karnataka, Ấn Độ.